# Суюндюково (Учалинский район)
Суюндю́ково (баш. Һөйөндөк) — деревня в Учалинском районе Республики Башкортостан Российской Федерации. Входит в состав Ильчигуловского сельсовета.

## География

### Географическое положение
Расстояние до:
- районного центра (Учалы): 86 км,
- центра сельсовета (Ильчигулово): 9 км,
- ближайшей ж/д станции (Устиново): 6 км.

## История
Закон Республики Башкортостан от 19.11.2008 N 49-з «Об изменениях в административно-территориальном устройстве Республики Башкортостан в связи с объединением отдельных сельсоветов и передачей населённых пунктов» гласил:

 "Внести следующие изменения в административно-территориальное устройство Республики Башкортостан:

43) по Учалинскому району:

 б) объединить Ильчигуловский и Суюндюковский сельсоветы с сохранением наименования «Ильчигуловский сельсовет» с административным центром в деревне Ильчигулово.
Включить деревни Кучуково, Сулейманово, Суюндюково, Устиново Суюндюковского сельсовета в состав Ильчигуловского сельсовета.

Утвердить границы Ильчигуловского сельсовета согласно представленной схематической карте.

Исключить из учётных данных Суюндюковский сельсовет

## Население
| 2002 | 2009 | 2010 |
| ---- | ---- | ---- |
| 157  | ↗166 | ↘117 |

Национальный состав
Согласно переписи 2002 года, преобладающая национальность — башкиры (95 %).

## Религия
В деревне есть мечеть.